# Christoph Eberle (Ingenieur)
Christoph Eberle (*  7. Dezember 1869 in Oberauerbach; † 30. September 1929 in Darmstadt) war ein deutscher Maschinenbauingenieur und Professor für Wärmetechnik und Wärmewirtschaft an der TH Darmstadt.

## Leben
Eberle studierte an der TH Darmstadt Maschinenbau und erlangte 1893 sein Diplom. Ab 1895 war er als Oberlehrer an der Maschinenbauschule in Duisburg tätig. In München wurde er 1899 Leiter der neu geschaffenen wirtschaftlichen Abteilung des Bayerischen-Dampfkessel-Revisionsvereins. 1903 wurde er zusammen mit Josef Reischle Nachfolger des verstorbenen Vereinsdirektors Walter Gyßling. Zwischen 1910 und 1917 war er Assistent an der TH Karlsruhe. Anschließend wurde Eberle Generaldirektor der Steinbeiss-Unternehmungen in Brannenburg. Mit der Gründung der „Hauptstelle für Wärmewirtschaft“ Anfang 1920 durch den Verein Deutscher Ingenieure, den Verein Deutscher Eisenhüttenleute und die Vereinigung der Elektrizitätswerke wurde er deren Leiter. 1921 wurde Eberle zum ordentlichen Professor für Wärmetechnik und Wärmewirtschaft an der TH Darmstadt berufen. Zwischen 1924 und 1925 war er Dekan der Abteilung für Maschinenbau und Papieringenieurwesen an der TH Darmstadt. Rektor der TH Darmstadt war er in den Jahren 1925/26 sowie 1929/30.
Christoph Eberle war Mitglied des Vereins Deutscher Ingenieure (VDI). Er gehörte um 1900 dem Bezirksverein an der niederen Ruhr und um 1914 dem Bayerischen Bezirksverein des VDI an.

## Werke
- Versuche über den Warme- und Spannungsverlust bei der Fortleitung gesättigten und überhitzten Wasserdampfes. Berlin 1909.
- Untersuchungen über den Wärmeverbrauch der Wohnung. Berlin 1931.
- Die Heizung von Schulgebäuden. München 1931.
- Kosten der Krafterzeugung. Halle/Saale 1898.